# Heinz Schacht
Heinz Schacht (* 21. April 1909 in Gevelsberg; † 1. Februar 1987) war ein deutscher Schauspieler, Hörspielsprecher und Bühnenautor.

## Leben
Nach dem Besuch der Oberrealschule schloss sich eine Theaterausbildung bei Friedrich Ettel in Essen an. Erste Rollen spielte Schacht 1930 an den Städtischen Bühnen in Essen. Von 1931 bis 1933 folgte ein Engagement an das Schauspielhaus Zürich. Danach war er auch in Königsberg (Preußen) als Schauspieler tätig. Im Jahr 1948 wurde Schacht Ensemblemitglied der Bühnen der Stadt Köln.
Heinz Schacht wirkte zudem in verschiedenen Film-, Fernseh- und Hörspielproduktionen mit.
1971 spielte er die Hauptrolle (Jakob Schmid) in der Produktion Der Pedell (ZDF) unter der Regie von Eberhard Itzenplitz. Unter den vielen Fernsehauftritten befand sich 1972 auch die vom Westdeutschen Rundfunk (WDR) produzierte mehrteilige Verfilmung des Kriminalromans Der rote Schal von Wilkie Collins. In dem Fernsehfilm Smog von Wolfgang Petersen nach einem Drehbuch von Wolfgang Menge aus dem Jahr 1973 verkörperte Schacht die Rolle des Opa Rykalla.

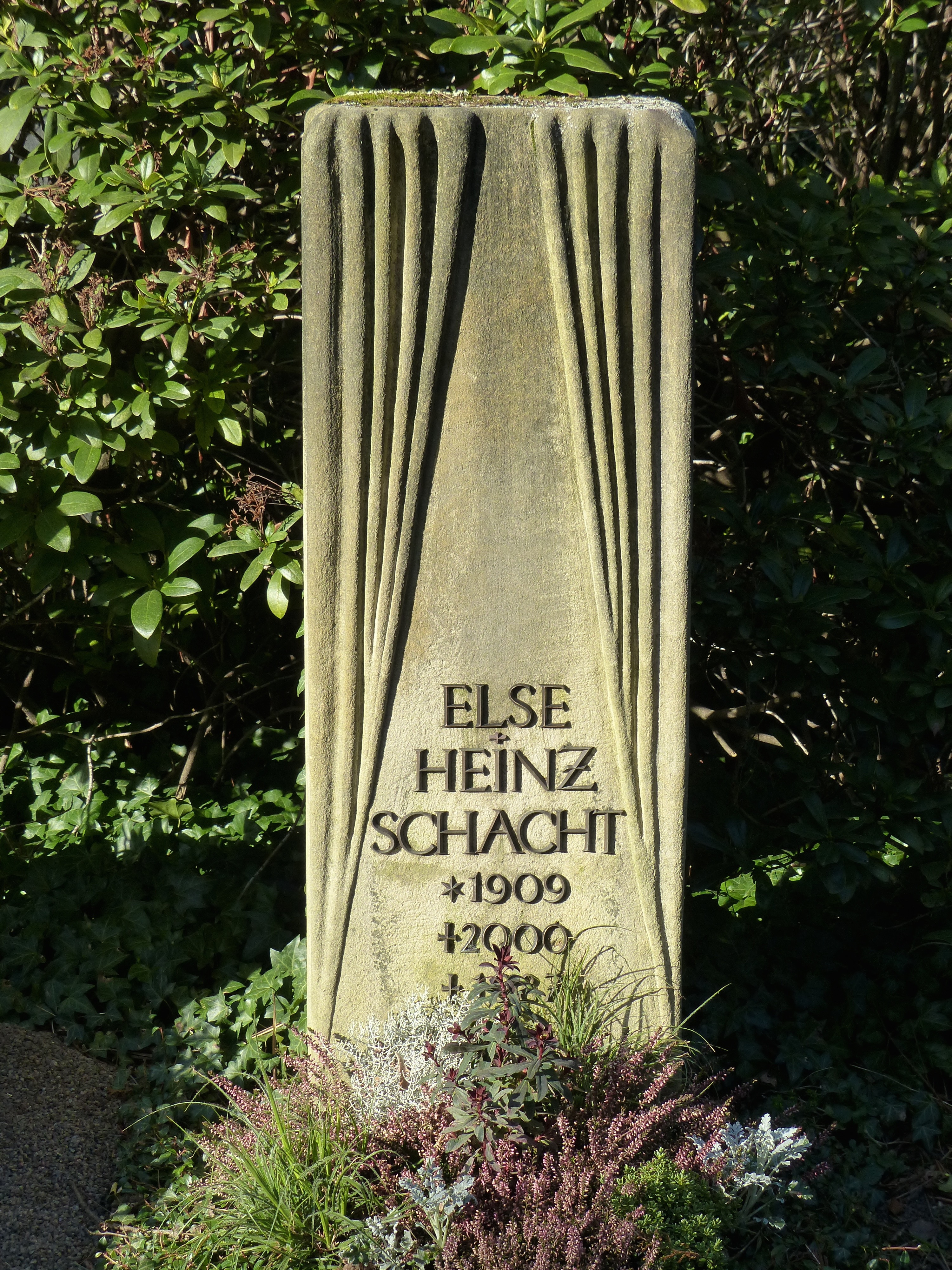
Grabstelle für Else und Heinz Schacht auf dem Melaten-Friedhof

Als Sprecher war Heinz Schacht auch in den populären Hörspielen der Paul-Temple-Reihe des Nordwestdeutschen Rundfunk (NWDR) bzw. WDR von Francis Durbridge unter der Regie von Eduard Hermann zu hören. In der Hörspielversion von Der kleine Hobbit des WDR aus dem Jahr 1980 sprach er die Rolle des Thorin.
Zudem schrieb Schacht das Bühnenstück Treffpunkt Standesamt.
Heinz Schacht war mit der Schauspielerin Else Sprenger verheiratet. Ihr einziger Sohn Jochen Schacht war bis zur Emeritierung 2016 Professor für die Biochemie des Gehörs an der University of Michigan.

## Filmografie (Auswahl)
- 1952: Postlagernd Turteltaube
- 1954: Ein Engel namens Schmitt (Fernsehfilm)
- 1954: Die goldene Pest
- 1956: Viele kamen vorbei
- 1960: Das Land der Verheißung (Fernsehfilm)
- 1962: Daphne Laureola (Fernsehfilm)
- 1963: Schönes Weekend, Mr. Bennett (Fernsehfilm)
- 1963: Die Chorjungen von St. Cäcilia (Fernsehfilm)[4]
- 1965: Herodes und Marianne (Fernsehfilm)
- 1965: Die Schlüssel (Fernseh-Mehrteiler)
- 1965: Weiße Wyandotten (Fernsehfilm)
- 1965: König Nicolo oder So ist das Leben (Fernsehfilm)
- 1965: Der Spleen des George Riley (Fernsehfilm)
- 1966: Die wundersame Schustersfrau (Fernsehfilm)
- 1969: Der zweite Schuß (Fernsehfilm)
- 1970: Eröffnung des indischen Zeitalters (Fernsehfilm)
- 1971: Der Pedell (Titelrolle als Jakob Schmid) (Fernsehfilm)
- 1973: Smog (Fernsehfilm)
- 1973: Der rote Schal (Fernseh-Mehrteiler)
- 1973: Frühbesprechung (Fernsehserie) – Dibbedidapp
- 1973: Tatort (Fernsehserie) – Das fehlende Gewicht
- 1973: Lieber reich – aber glücklich  (Fernsehfilm)
- 1973: Van der Valk und die Reichen (Fernsehfilm)
- 1974: Der widerspenstige Heilige (Fernsehfilm)
- 1975: Der Strick um den Hals (Fernseh-Mehrteiler)
- 1978: Wunnigel (Fernsehfilm)
- 1980: Lucilla (Fernseh-Mehrteiler)
- 1984: Geschichten aus der Heimat (Fernsehserie, Episode „Die Läutseligen“)
- 1987: Peng! Du bist tot!
- 1987: Das Treibhaus

## Hörspiele (Auswahl)
- 1956: Josef Martin Bauer: So weit die Füße tragen – Regie: Franz Zimmermann (WDR)
- 1956: Paul Temple und der Fall Madison – Regie: Eduard Hermann (WDR)
- 1957: Aus dem Leben David Copperfields (nach Charles Dickens) – Regie: Kurt Meister (WDR)
- 1958: Der kleine Lord – Regie: Fritz Peter Vary (WDR)
- 1958: Paul Temple und der Fall Lawrence – Regie: Eduard Hermann (WDR)
- 1962: Paul Temple und der Fall Margo – Regie: Eduard Hermann (WDR)
- 1964: Nachtwächter Spinning – Regie: Manfred Brückner (WDR)
- 1966: Paul Temple und der Fall Genf – Regie: Otto Düben (WDR)
- 1966: Smog (WDR, als Karl Kampmann)
- 1969: Jürgen Becker: Hausfreunde – Regie: Klaus Schöning (Hörspiel – WDR/SDR/SWF)
- 1975: Friedrich Ch. Zauner: Job für Kutschera – Regie: Ferry Bauer (Hörspiel – ORF Oberösterreich)
- 1977: Marcel Pagnol: Marius – Regie: Ferry Bauer (Hörspielbearbeitung – ORF Oberösterreich)
- 1977: Marcel Pagnol: Fanny – Regie: Ferry Bauer (Hörspielbearbeitung – ORF Oberösterreich)
- 1977: Marcel Pagnol: Cesar – Regie: Ferry Bauer (Hörspielbearbeitung – ORF Oberösterreich)
- 1977: Aldo Nicolaj: Die Eisernen – Regie: Ferry Bauer (Hörspiel – ORF Oberösterreich)
- 1980: J. R. R. Tolkien: Der Hobbit – Regie: Heinz Dieter Köhler (Hörspiel – WDR)
- 1982: Ich hab Sie was gefragt! Staatsbesuch am Schalker Markt (WDR)